# 森訥堡市鎮
森訥堡市鎮（丹麥語：Sønderborg Kommune）是丹麥的一個市镇，包括日德蘭半島東南部和阿爾斯島，屬南丹麥大區。面積496.57平方公里，2009年人口76,793人。行政中心为森訥堡。 森訥堡市鎮由十三世紀的古堡發展而來，曾經是什勒斯維希公國的一部分。 1864年被普魯士王國佔領，1920年德國戰敗後公投作為南日德蘭郡的一部分回歸丹麥。
2007年由諾堡、西索楚普等七個市鎮合併而成。

## 友好城市
- 波蘭：扎布熱
- 瑞典：松茲瓦爾
- 中国：保定
- 中国：濟南